# Тейлма
Те́йлма (эст. Teilma; устар.: Тэйльма) — деревня в волости Йыгева уезда Йыгевамаа, Эстония.

## География
Расположена в восточной части Эстонии между автодорогами 14131 (Кивиярве—Варбевере) и 14117 (Торма—Кивиярве), в 5 км к северо-востоку от озера Куремаа, около реки Карусилма.

## Население
По данным переписи населения Эстонии 2011 года, в деревне проживали 58 человек (28 мужчин и 30 женщин), из них 56 (96,6 %) — эстонцы.
В 2000 году число жителей Тейлма составляло 54 человека (27 мужчин и 27 женщин).